# カール・ラーレンツ
カール・ラーレンツ（Karl Larenz, 1903年4月23日 - 1993年1月24日）は、ドイツの私法学者・法哲学者。
1933年にキール大学の教授となり、ナチズムを推進するキール学派に属し、ナチスを正当化する著作を発表した。戦後はミュンヘン大学の教授を務めた。代表的な著作に『法学方法論』(Methodenlehre der Rechtswissenschaft) がある。

## 略歴
カール・ラーレンツは1903年、高等行政裁判所評議員であった父カール・ラーレンツと母アイダとのあいだに生まれた。
1926年11月、ゲオルク・アウグスト大学ゲッティンゲンで論文「ヘーゲルの帰属理論と客観的帰属の概念」を提出し博士号を取得した。
ドイツ法律アカデミーで断種法などの制定に参与しており、しばしば「法解釈は裁判官のみが行うものではない」と発言した
第二次世界大戦の後は、ハンス・フランク、ローラント・フライスラーなどナチスの法律家・法曹がニュルンベルク裁判やニュルンベルク継続裁判で有罪死刑となり、また、カール・シュミットや元キール学派の他の法学者のように大学に復帰できなかった人物もいるが、ナチス・ドイツ敗戦時にはキール大学のキール学派はカール・ラーレンツしか残っておらず、ラーレンツが職を追われたことはなかった。

## 著述
- 「法律上の人（Rechtperson）と主觀的法（権利 Subjektives Recht）：法の基礎觀念の変遷について」『司法資料』第231巻、司法省調査部、1937年訳、346-403頁。
- 『法学方法論』（1960年、Methodenlehre der Rechtswissenschaft）